# Тимофіївка (село, Богодухівський район)
Тимофі́ївка — село у Богодухівській міській громаді Богодухівського району Харківської області України.

## Географія
Селом тече Балка Бротониця. На річці є гребля, яка утворює Тимофіївське водосховище.
На відстані 4 км розташовані села Братениця та Івано-Шийчине.

## Історія
- 12 червня 2020 року, відповідно до розпорядження Кабінету Міністрів України № 725-р «Про визначення адміністративних центрів та затвердження територій територіальних громад Харківської області», село увійшло до Богодухівської міської громади[1].
- 19 липня 2020 року, в результаті адміністративно-територіальної реформи та ліквідації Богодухівського району (1923—2020), село увійшло до складу новоутвореного Богодухівського району Харківської області[2].